# Piên
Piên est une ville brésilienne de l'État du Paraná.

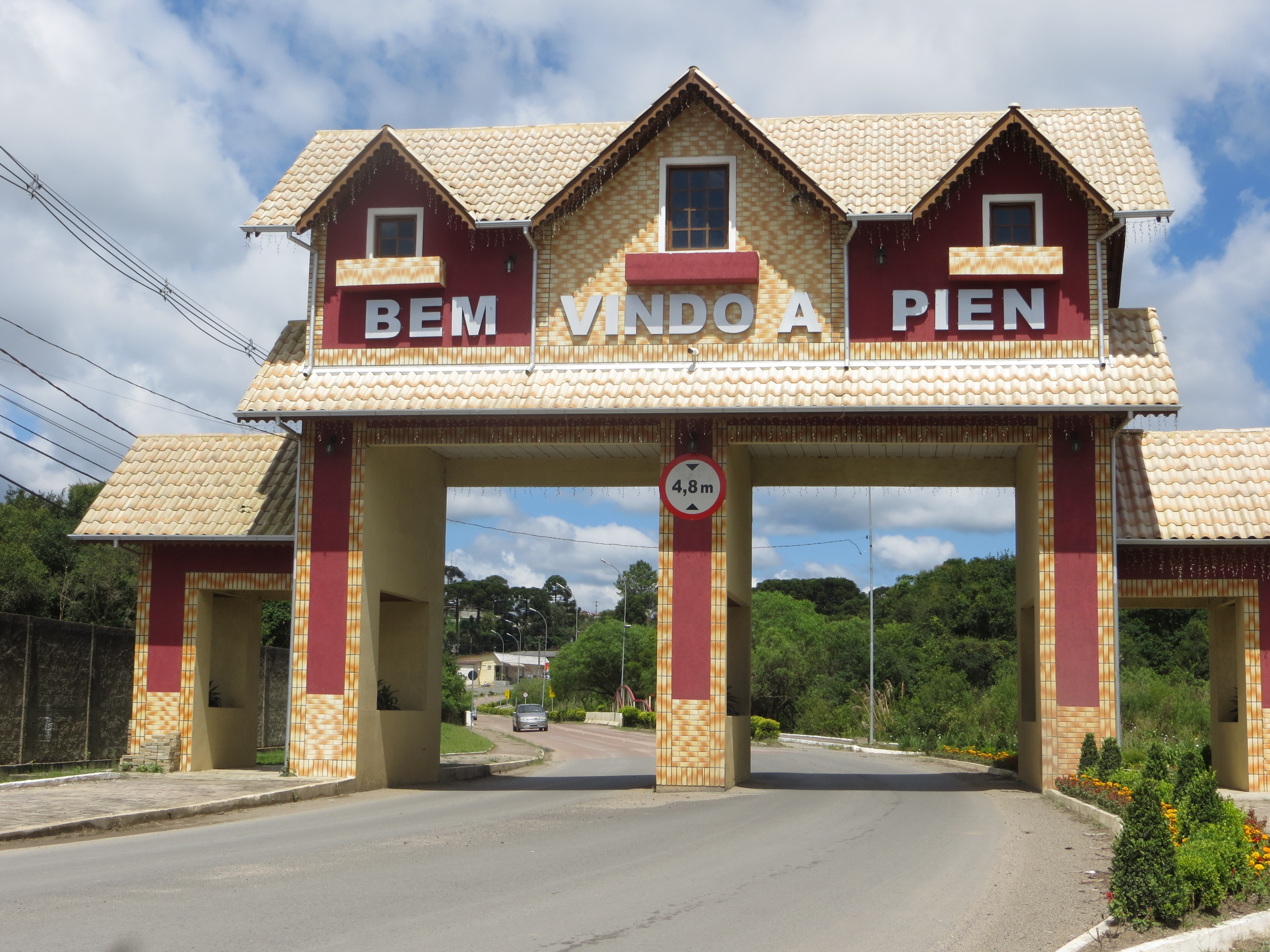
Portail de la ville de Piên, État du Paraná, Région sud du Brésil

## Maires
| Période | Période | Identité        | Étiquette | Qualité |
| ------- | ------- | --------------- | --------- | ------- |
| 2009    | 2012    | Gilberto Dranka | PMDB      |         |